# Kreut (Naturschutzgebiet)
Das Naturschutzgebiet Kreut liegt im Landkreis Neuburg-Schrobenhausen in Oberbayern.
Es erstreckt sich südlich von Kreut, einem Gemeindeteil von Oberhausen, und nordwestlich von Sehensand, einem Gemeindeteil der Stadt Neuburg an der Donau. Am nordwestlichen Rand des Gebietes verläuft die B 16, nördlich fließt die Donau.

## Bedeutung
Das 180,26 ha große Gebiet mit der Nr. NSG-00582.01 wurde im Jahr 2000 unter Naturschutz gestellt.